# Michael Hann
Michael Preston Hann est un joueur britannique de tennis né le 24 août 1937 à Sheffield.

## Palmarès
Vainqueur du tournoi de Wimbledon junior en 1954.